# Роналд Фишър
Сър Роналд Айлмер Фишер (на английски: Ronald Aylmer Fisher) е английски статистик, еволюционен биолог и генетик.
Последовател е на теорията на Чарлз Дарвин и е сред основоположниците на съвременната статистика.

### Части от книги
- Statistics //  Scientific Thought in the Twentieth Century.   London, Watts & Company, 1951.
- Retrospect of criticisms of the theory of natural selection //  Evolution as a process.   London, Allen & Unwin, 1954. с. 84–98.

### Сборници
- Collected papers of R.A. Fisher.   University of Adelaide, 1971.
- Statistical Methods, Experimental Design and Scientific Inference.   Oxford University Press, 1990.